# Landkreis Einbeck
| Lage des Kreises Einbeck in der Provinz Hannover (1905) | Lage des Kreises Einbeck in der Provinz Hannover (1905) |
| ------------------------------------------------------- | ------------------------------------------------------- |
|                                                         |                                                         |

Der Landkreis Einbeck war bis 1974 ein Landkreis im Regierungsbezirk Hildesheim im Süden Niedersachsens. Das Kreisgebiet hatte eine Fläche von 310 km² und erstreckte sich im Westen vom Solling bis zur Leine im Osten. Seine Kreisstadt war Einbeck.

## Geographie

### Nachbarkreise
Der Landkreis grenzte Anfang 1974 im Uhrzeigersinn im Nordwesten beginnend an die Landkreise Holzminden, Gandersheim und Northeim.

### Höhenzüge
Angegeben ist jeweils die höchste Erhebung im Gebiet des ehemaligen Landkreises Einbeck.
- Der Solling (Große Blöße 528 m)
- Der Elfaß (Helleberg 410 m)
- Die Amtsberge (Belzerberg 392 m)
- Die Ahlsburg (Eichfast 356 m)
- Die Hube (Fuchshöhlenberg 346 m)
- Ellenser Wald (Scharfenberg 342 m)

## Geschichte
Der Kreis entstand 1885 im Zuge einer Neugliederung der Provinz Hannover durch die preußische Regierung aus der Vereinigung des bisherigen Amts Einbeck mit der amtsfreien Stadt Einbeck.
Am 1. März 1974 wurde der Landkreis Einbeck mit dem ehemaligen Landkreis Northeim zu einem neuen Landkreis Northeim zusammengelegt.

## Bevölkerungsentwicklung
| Jahr | Einwohner |
| ---- | --------- |
| 1885 | 24.654    |
| 1905 | 26.293    |
| 1925 | 26.987    |
| 1933 | 27.114    |
| 1939 | 26.969    |
| 1946 | 45.915    |

| Jahr | Einwohner |
| ---- | --------- |
| 1950 | 47.786    |
| 1956 | 42.822    |
| 1961 | 42.724    |
| 1970 | 42.626    |
| 1971 | 43.075    |
| 1973 | 41.600    |

## Politik

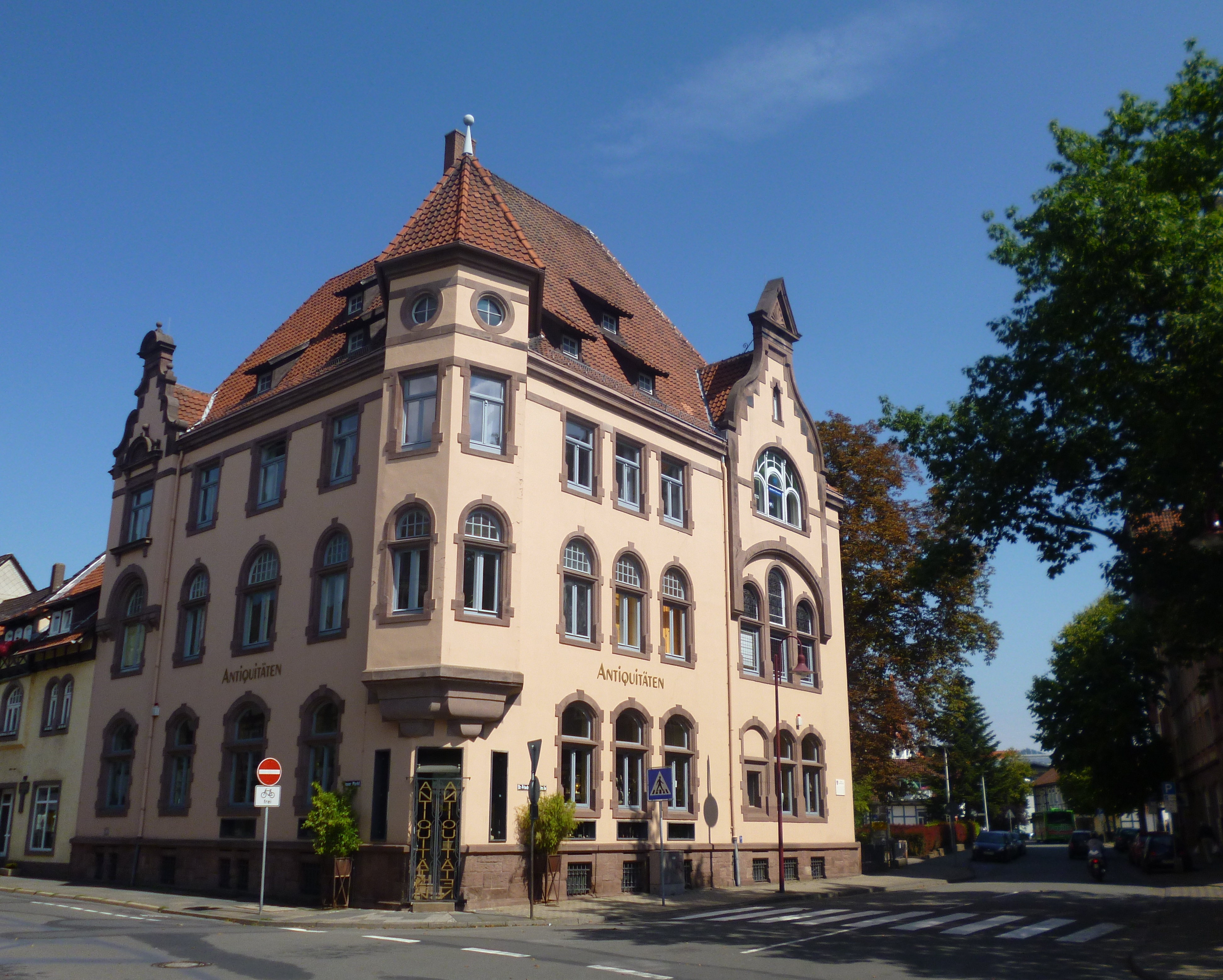
Ehemaliges Landratsamt in Einbeck

### Landräte
- 1885–1886 Theodor Christian Fachtmann (seit 1877 Amtmann bzw. Kreishauptmann)
- 1886–1893 Friedrich Arthur von Borries
- 1894–1900 Johannes Frick
- 1901–1907 Karl Opitz
- 1908–1926 Hartwig von Engel (1873–1926) [3]
- 1927–1932 Otto Gail
- 1932–9999 Stange (kommissarisch)
- 1932–1933 Horst Lindig (kommissarisch)
- 1933–1941 Kurt Heinrichs (NSDAP)
- 1942–1945 Günther Voigt
- 1945–9999 Richard Borowski (SPD)
- 1948–1952 Lothar Urbanczyk (SPD)
- 1958–0000 Alfred Cohrs (FDP)
- 1968–1974 Heinz-Joachim Otto (SPD)

### Oberkreisdirektor
- 1948–1972 Walter Schaefer

### Kreisverwaltung
Das Gebäude der Kreisverwaltung an der Ecke Neuer Markt/Dr.-Friedrich-Uhde-Straße wurde 1903/04 errichtet und bis zur Gebietsreform 1974 durch die Kreisverwaltung, danach durch die Stadtverwaltung genutzt. Heute befindet es sich in Privatbesitz. Im Ersten Obergeschoss befindet sich der ehemalige Sitzungssaal mit Wappenfenstern. Unmittelbar benachbart ist in der Dr.-Friedrich-Uhde-Straße die frühere Landratsvilla, die zur gleichen Zeit erbaut wurde.

### Wappen
| | Blasonierung: „Gespalten, mit einer eingebogenen erniedrigten Spitze. Oben: vorne in Rot ein goldener (gelber), blau gezungter Löwe, hinten in Blau ein silbernes (weißes) Hirschgeweih am Grind, zwischen den Geweihstangen begleitet von fünf (1,2,1,1) silbernen Kugeln; die Spitze gespalten von Gold und Rot.“ |
| Wappenbegründung: Die rechte Hälfte stellte einen Bezug zu den Grafen von Dassel her, die im Mittelalter den westlichen Teil des späteren Kreises beherrschten. Die linke Hälfte verwies auf die Welfen, die mit dem Fürstentum Grubenhagen den östlichen Teil beherrschten. Der untere Teil des Kreiswappens war dem Wappen des Bistums Hildesheim nachempfunden, da es Rechtsnachfolger der Grafschaft Dassel war. | |

## Gemeinden
Dem Landkreis gehörten im Verlauf seines Bestehens die folgenden Gemeinden an:
| Altgemeinde             | Einwohner 1971 | Heutige Zugehörigkeit | Eingemeindungsdatum            |
| ----------------------- | -------------- | --------------------- | ------------------------------ |
| Amelsen                 | 475            | Dassel                | 1. März 1974                   |
| Andershausen            | 63             | Einbeck               | 1. März 1974                   |
| Avendshausen            | 136            | Einbeck               | 1. März 1974                   |
| Buensen                 | 85             | Einbeck               | 1. März 1974                   |
| Dassel (Stadt)          | 3.404          | Dassel                |                                |
| Dassensen               | 749            | Einbeck               | 1. März 1974                   |
| Deitersen               | 226            | Dassel                | 1. März 1974                   |
| Dörrigsen               | 349            | Einbeck               | 1. März 1974                   |
| Drüber                  | 438            | Einbeck               | 1. März 1974                   |
| Edemissen               | 609            | Einbeck               | 1. März 1974                   |
| Eilensen                | 230            | Dassel                | 1. März 1974                   |
| Einbeck (Stadt)         | 19.095         | Einbeck               |                                |
| Ellensen                | 311            | Dassel                | 1. März 1974                   |
| Hilwartshausen          | 877            | Dassel                | 1. März 1974                   |
| Hollenstedt             | 887            | Northeim              | 1. März 1974                   |
| Holtensen               | 723            | Einbeck               | 1. Februar 1971                |
| Hoppensen               | 239            | Dassel                | 1. März 1974                   |
| Hullersen               | 338            | Einbeck               | 1. Februar 1971                |
| Hunnesrück              | 312            | Dassel                | 1. März 1974                   |
| Iber                    | 318            | Einbeck               | 1. März 1974                   |
| Immensen                | 327            | Einbeck               | 1. Februar 1971                |
| Kohnsen                 | 295            | Einbeck               | 1. März 1974                   |
| Krimmensen              | 175            | Dassel                | 1. März 1974                   |
| Kuventhal               | 295            | Einbeck               | 1. März 1974                   |
| Lauenberg               | 1.165          | Dassel                | 1. März 1974                   |
| Lüthorst                | 808            | Dassel                | 1. März 1974                   |
| Mackensen               | 528            | Dassel                | 1. März 1974                   |
| Markoldendorf (Flecken) | 2.452          | Dassel                | 1. März 1974                   |
| Negenborn               | 174            | Einbeck               | 1. März 1974                   |
| Odagsen                 | 466            | Einbeck               | 1. Februar 1971                |
| Oldendorf               |                | Dassel                | 1. April 1939 zu Markoldendorf |
| Portenhagen             | 244            | Dassel                | 1. März 1974                   |
| Relliehausen            |                | Dassel                | 1. April 1928 zu Dassel        |
| Rengershausen           | 112            | Einbeck               | 1. März 1974                   |
| Rotenkirchen            | 192            | Einbeck               | 1. März 1974                   |
| Salzderhelden (Flecken) | 2.189          | Einbeck               | 1. März 1974                   |
| Sievershausen           | 1.647          | Dassel                | 1. März 1974                   |
| Stöckheim               | 562            | Northeim              | 1. März 1974                   |
| Strodthagen             | 125            | Einbeck               | 1. März 1974                   |
| Sülbeck                 | 521            | Einbeck               | 1. März 1974                   |
| Vardeilsen              | 310            | Einbeck               | 1. März 1974                   |
| Vogelbeck               | 1.050          | Einbeck               | 1. März 1974                   |
| Volksen                 | 317            | Einbeck               | 1. März 1974                   |
| Wellersen               | 344            | Dassel                | 1. März 1974                   |

## Kfz-Kennzeichen
Am 1. Juli 1956 wurde dem Landkreis bei der Einführung der bis heute gültigen Kfz-Kennzeichen das Unterscheidungszeichen EIN zugewiesen. Es wurde bis zum 28. Februar 1974 ausgegeben. Seit dem 15. November 2012 ist es im Landkreis Northeim erhältlich.